# Guru 8.0: Lost and Found
Albums de Guru
The Best of Guru's Jazzmatazz
(2008)
Guru 8.0: Lost and Found est le septième album studio de Guru, sorti le 19 mai 2009, et le dernier avant son décès en avril 2010.

## Liste des titres
| No  | Titre                                                       | Contient un (des) sample(s) de           | Durée |
| --- | ----------------------------------------------------------- | ---------------------------------------- | ----- |
| 1.  | Lost and Found                                              | The House of the Rising Sun des Animals  | 3:42  |
| 2.  | Fastlane                                                    |                                          | 3:22  |
| 3.  | Ride (featuring Omar)                                       |                                          | 3:28  |
| 4.  | No Gimmick Sh•t (featuring DJ Doo Wop)                      |                                          | 2:58  |
| 5.  | Read Between Tha Linez Solar (featuring K Born & Highpower) | I Want to Know What Love Is de Foreigner | 3:29  |
| 6.  | Best of My Yearz                                            | Look What You Done for Me d'Al Green     | 3:03  |
| 7.  | Divine Rule                                                 | Supernature de Cerrone                   | 2:23  |
| 8.  | When U Least Expect (featuring K Born et Highpower)         |                                          | 2:57  |
| 9.  | After Time (featuring Solar)                                | We Are the Champions de Queen            | 2:32  |
| 10. | Those Dayz R Gone                                           |                                          | 2:42  |
| 11. | Stop Frontin                                                |                                          | 2:48  |
| 12. | Own Worst Enemy                                             |                                          | 3:54  |
| 13. | Cee What We Do                                              |                                          | 3:23  |
| 14. | Love-Hate Thang                                             |                                          | 3:23  |
| 15. | It's a Shock                                                |                                          | 2:27  |
| 16. | 6 Gipher (featuring K Born et Highpower)                    |                                          | 3:29  |
| 17. | 7 Grand, Off Tha Chain                                      |                                          | 3:18  |